# Byron Janis
Byron Janis (McKeesport, 24 marzo 1928 – New York, 14 marzo 2024) è stato un pianista statunitense.
Fece diverse registrazioni per la RCA Victor e la Mercury Records, arrivando a occupare due volumi della serie Philips Grandi Pianisti del XX secolo. La sua discografia, spaziante dal repertorio di Beethoven a David W. Guion, raccolse i più importanti concerti per pianoforte da Mozart a Rachmaninoff e Prokofiev. Il suo pianismo venne descritto come una combinazione della tecnica di Vladimir Horowitz con la musicalità sublime di Cortot. Ebbe una particolare affinità per Chopin e fece un film francese su di lui visto in tutto il mondo.

## Biografia
Byron Janis nacque Byron Yanks (una forma abbreviata del nome della sua famiglia, Yankilevich) a McKeesport, in Pennsylvania, il 24 marzo 1928 da genitori ebrei di origine russa e polacca.
Ebbe la sua prima lezione di pianoforte all'età di 4 anni da Abraham Litow, il quale studiò presso il prestigioso Conservatorio di Musica di Leningrado (San Pietroburgo). Janis studiò con Litow fino all'età di 7 anni. Il pedagogo Selmar Janson offrì a Janis una borsa di studio presso la Università Carnegie Mellon di Pittsburgh, conveniente, avendo lì molti parenti, ma la madre insistette, nonostante le obiezioni del resto della sua famiglia, che egli fosse inviato a New York.
Studiò con Josef e Rosina Lhévinne e ricevette influenze musicali di Rachmaninoff e Alfred Cortot. A 10 anni Janis perse la sensibilità di un dito a causa di un incidente, ma questo non impedì il suo debutto nel 1943, a New York, interpretando il Concerto per pianoforte n. 2 di Rachmaninoff. All'età di 16 anni, la sua interpretazione dello stesso concerto con l'Orchestra Sinfonica di Pittsburgh diretta dal quindicenne Lorin Maazel venne ascoltata da Vladimir Horowitz il quale lo invitò a lavorare con lui. Janis studiò con Horowitz per quattro anni. Rimase un caro amico e uno dei soli tre studenti mai riconosciuti da Horowitz, insieme a Gary Graffman e Ronald Turini.
Nel 1960 fu selezionato come primo americano ad essere inviato in Unione Sovietica, e la sua prestazione diede il via allo scambio di successo tra gli avversari della guerra fredda. Questo fu il primo dei suoi numerosi tour del mondo, nei quali fece debuttare molte opere ed eseguì concerti per pianoforte incredibilmente difficili. Nel 1967 portò alla luce per caso due manoscritti inediti di valzer di Chopin in Francia. Questa fu considerata "la più straordinaria scoperta musicale della nostra epoca".

## Onorificenze ed altro
Janis fu onorato da diversi presidenti degli Stati Uniti e nel 1984, durante una cena di Stato alla Casa Bianca in suo onore, su invito del presidente Ronald Reagan, rivelò di essere stato afflitto da una grave artrite per gran parte della sua carriera pluridecennale. La condizione dolorosa e invalidante alla fine richiese un intervento chirurgico sulle sue mani. Tuttavia recuperò a sufficienza per riprendere le interpretazioni.
Ricevette una quantità enorme degli onori più prestigiosi, ognuno dei quali mai precedentemente conferito ad un americano, tra cui il Commandeur de la Legion d'Onore e Commandeur des Arts et des Lettres (le decorazioni più alte di Francia), il Grand Prix du Disque e Cannes Classical Award (sia per la sua registrazione con la Mercury Records del Concerto per pianoforte n. 1 di Rachmaninov, che per il Concerto per pianoforte n. 3 di Prokofiev, accompagnato dall'Orchestra Filarmonica di Mosca sotto Kirill Kondrashin), e l'Harriet Cohen International Music Award e Medaglia di Beethoven, per la sua interpretazione delle sonate di Beethoven.
Janis fu il primo pianista a ricevere il V.E.R.A. (Voice Education Research Award) Award il 1º giugno 2012, per il suo contributo nel campo della comunicazione vocale. Il programma onorò Janis nonché la stella del Metropolitan Opera e artista della registrazione, Frederica von Stade. L'annuale Gala Voices of Summer è uno degli eventi principali di The Voice Foundation. Fu primo mentore al Very Special Arts (VSA) International Young Soloists Awards nel giugno 2012. Avviato dall'ambasciatrice Jean Kennedy Smith nel 1984, questo premio vide Byron Janis condividere la sua esperienza con i quattro destinatari del premio. Dal 1984 il VSA International Young Soloists Award Program ogni anno ha riconosciuto il merito a giovani artisti con disabilità, provenienti da tutto il mondo, che dimostrano eccezionale talento musicale.
Janis ricevette altri due premi prestigiosi, tra cui un premio alla carriera dalla National Arts Club il 12 settembre 2012 e il Breukelein Istituto Gaudium Award il 12 novembre 2012. Tra gli altri riconoscimenti vi furono il Classical CD Critics Choice (per l'incisione del Concerto per pianoforte n. 3 di Rachmaninoff, il National Public Radio Critics' Choice Award (per il suo CD Tutto Chopin), e il Distinguished Pennsylvania Artist Award. Gli furono conferiti dottorati ad honorem e il Sanford Fellowship (la più alta onorificenza dell'Università Yale).
Janis fu l'Ambasciatore Nazionale per la Arthritis Foundation, Presidente del Global Forum Arts and Culture Committee, capo delle Visual and Performing Arts in America e membro del consiglio e del Music Advisory Committee for Pro Musicis.
Pubblicò la compilation digitale ri-masterizzata dal titolo The Chopin Collection, nel mese di aprile 2012. Questa nuova versione fu una combinazione di Byron Janis Plays Chopin, pubblicato nel 1996 e Byron Janis vero romantico, pubblicato nel 1998, entrambi con recensioni stellari. La collezione Chopin raccolse per la prima volta su un singolo CD le registrazioni delle due versioni precedentemente sconosciute di valzer di Chopin da lui scoperte: il Grande Valse Brilliante in Mi ♭ maggiore (Op. 18) e il Valzer in Sol ♭ maggiore (op. 70, n. 1).

## Vita privata
Janis e la sua prima moglie, June Dickson Wright (sorella di Clarissa Dickson Wright), da cui ebbe un figlio, Stefan, divorziarono nel 1965, dopo undici anni di matrimonio. Si risposò l'11 aprile 1966 con la pittrice Maria Veronica Cooper (nata il 15 settembre 1937), figlia dell'attore Gary Cooper e di Veronica Balfe.
Janis scrisse un'autobiografia, Chopin and Beyond: My Extraordinary Life in Music and the Paranormal.